# Naval Research Vessel
Naval Research Vessel (NR-1) — należąca do marynarki wojennej Stanów Zjednoczonych amerykańska badawcza jednostka podwodna o napędzie atomowym. Okręt wykorzystywany był do badań naukowych, podwodnych operacji poszukiwawczych oraz ratunkowych.
Program tego okrętu został zapoczątkowany w celu opracowania małego okrętu podwodnego napędzanego siłownią nuklearną. W trakcie służby wykonywał głębinowe badania naukowe oraz inżynieryjne związane z okrętami podwodnymi. Najistotniejszymi cechami tej jednostki był napęd jądrowy przy możliwości wykonywania rutynowych operacji na głębokości 915 metrów. Co istotne, tę głębokość operacyjną osiągnięto przy zastosowaniu do konstrukcji kadłuba stali HY-80, która normalnym okrętom podwodnym US Navy zasadniczo nie umożliwiała schodzenia na głębokości poniżej 400 metrów.
Wspierany przez admirała Hymana Rickovera program Naval Research Vessel zakładał budowę co najmniej jeszcze jednego okrętu tej klasy o sygnaturze NR-2, ze stali HY-130, co miało mu umożliwić operacje na jeszcze większych głębokościach.